# Latrape
Latrape är en kommun i departementet Haute-Garonne i regionen Occitanien i södra Frankrike. Kommunen ligger i kantonen Rieux-Volvestre som tillhör arrondissementet Muret. År 2022 hade Latrape 437 invånare.

## Befolkningsutveckling
Antalet invånare i kommunen Latrape
Referens:INSEE